# Symfoni nr 5 (Henze)
Symfoni nr 5 av Hans Werner Henze komponerades 1962. Den hade premiär den 16 maj 1963 på Lincoln Center i New York framförd av New York Philharmonic under ledning av Leonard Bernstein.

## Historia
Verket är skrivet för stor orkester i tre satser, varav den första citerar direkt ur arian My own, my own ur Henzes opera Elegi för unga älskande. Detta melodiska fragment återkommer i den lyriska adagiosatsen, som tar formen av en serie långsamma kadenser för altflöjt, viola och engelskt horn. Finalen är 32 miniatyrvariationer på kadensmaterialet i den långsamma satsen.
Henze komponerade symfonin för New York Philharmonic, som uruppförde verket den 18 maj 1963 under Leonard Bernstein. Även om det antogs att New York firades i musiken, skrev Henze senare:
Jag har att göra med ... dramatiska skildringar av sensuella konflikter och glädjeämnen som föranleds av den sinnliga lyckan i 20-talets Rom, dess folk, dess landsbygd och omgivningar, och till och med av dess något hårdare dialekt jämfört med Neapel där jag tidigare bodde.
1965 spelades symfonin in av Berlinfilharmonikerna under tonsättaren. En sändning av världspremiären, med Bernstein som dirigent, släpptes av New York Philharmonic som en del av en Bernstein Live-uppsättning. 

## Struktur och stil
Symfonin är komponerad för piccolaflöjt, 3 flöjter, 2 oboeer,  2 engelskt horn, 4 valthorn, 4 trumpeter, 4tromboner, slagverk, 2 harpor, 2 pianon och stråkar.
Symfonin består av tre satser : 
1. Movimentato
2. Adagio
3. Moto perpetuo

Speltiden är omkring 20 minuter.